# Drosophila aguape
Drosophila aguape este o specie de muște din genul Drosophila, familia Drosophilidae, descrisă de Val și Elineide E. Marques în anul 1996. Conform Catalogue of Life specia Drosophila aguape nu are subspecii cunoscute.